# Martuv Vallis
La Martuv Vallis è una struttura geologica della superficie di Venere.